# زایلنول نارنجی
زایلنول نارنجی (به انگلیسی: Xylenol orange) با فرمول شیمیایی C۳۱H۳۲N۲O۱۳S یک ترکیب شیمیایی با شناسه پاب‌کم ۷۳۰۴۱ است. که جرم مولی آن ۶۷۲٫۶۷ g/mol می‌باشد. 